# Barwa jej bielizny
Barwa jej bielizny (tyt. oryg. The Color of Her Panties) – XV część cyklu Xanth amerykańskiego pisarza Piersa Anthony’ego. Po raz pierwszy ukazała się w 1995.

## Fabuła
Piękna syrena Mela pragnie wyjść za mąż, prosi więc maga Humfreya o pomoc w znalezieniu odpowiedniego kandydata. Może nim zostać jedynie przystojny książę, ponieważ Mela jest bardzo wymagająca. Nie tylko syrena poszukuje Dobrego Maga. Potrzebuje go również goblinka Gwenny, aby pomógł jej zdobyć szkła kontaktowe, które pozwolą jej zobaczyć swoją przyszłość.